# Hugues le Despenser (1er comte de Winchester)
Pour les articles homonymes, voir Hugues le Despenser (homonymie).
Hugues le Despenser (1er mars 1261 – 27 octobre 1326), dit « l'Aîné », 1er (ou 2e) baron le Despenser et 1er comte de Winchester, est un noble et courtisan anglais. Il est le favori du roi d'Angleterre Édouard II, tout comme son propre fils Hugues le Jeune.

## Biographie

### Origines, jeunesse et mariage
Le jeune Hugues est le fils de Hugues le Despenser (en), justiciar nommé par Simon de Montfort, et d'Aline Basset, fille du baron Philip Basset. Son père est tué à la bataille d'Evesham le 4 août 1265, combattant pour la fronde des barons menée par de Montfort. Grâce à l'intervention de son grand-père maternel Philip Basset, qui a combattu lors de la même bataille pour le roi Henri III, les titres du père de Hugues sont seulement placés sous la tutelle de la couronne jusqu'à ce que Hugues atteigne sa majorité et non confisqués.
En mai 1281, Despenser reprend possession des biens de son père et, en août 1281, il reçoit l'héritage de sa mère. En 1283, il accompagne l'armée royale lors de la conquête du pays de Galles : il est alors sous les ordres d'Edmond de Cornouailles, cousin du roi Édouard Ier. En 1286, Hugues épouse sans l'autorisation du roi Isabelle de Beauchamp, fille de Guillaume de Beauchamp, 9e comte de Warwick, ce qui lui vaut de devoir payer une amende de 2 000 marcs au roi.

### Carrière sous Édouard Ier
Malgré cet épisode, la colère du roi retombe, ce qui permet à Hugues de faire rapidement carrière. En 1287, il accompagne le roi en Gascogne. En juin 1294, Hugues est nommé connétable du château d'Odiham. Au même moment, il devient ambassadeur d'Édouard Ier auprès de l'empereur Adolphe de Nassau et de l'archevêque de Cologne Siegfried de Westerburg. À la fin de l'année 1294, Despenser est de retour en Gascogne, où la guerre avec la France vient d'éclater. L'année suivante, il est créé baron le Despenser par le roi lors du Parlement modèle. En avril 1296, Despenser accompagne le roi en Écosse et est présent à la bataille de Dunbar, qui permet à Édouard Ier de s'emparer du trône d'Écosse. Pendant l'hiver 1296-1297, Despenser est ambassadeur auprès du comte de Flandre Gui de Dampierre, avec lequel il scelle une alliance contre la France le 5 février 1297. De retour en Angleterre, Despenser est nommé gardien des forêts au sud de la Trent et membre du conseil royal. À l'été 1300, il est l'un des magnats anglais qui accompagnent le roi dans une nouvelle campagne militaire en Écosse.
En novembre 1300, Despenser est envoyé avec Henry de Lacy, 3e comte de Lincoln, en ambassade auprès du pape Boniface VIII. En avril 1302, il se rend à la cour du roi de France Philippe IV le Bel pour y signer la paix et mettre fin aux hostilités en Gascogne. En octobre 1305, Hugues est missionné à Lyon pour discuter avec le pape Clément V d'une possible croisade franco-anglaise en Terre sainte. Pendant qu'il accomplit ses missions, Despenser retourne à maintes reprises en Écosse, en 1303, 1304 et 1306. En récompense de ses nombreux services pour la couronne, Édouard lui accorde Kirtlington en 1296 ainsi que d'autres terres dans l'Oxfordshire en 1301. Enfin, Hugues reçoit l'immense privilège en 1306 de marier son fils aîné Hugues le Jeune avec Éléonore de Clare, une des petites-filles d'Édouard.

### Carrière sous Édouard II
Après la mort d'Édouard Ier en juillet 1307, Despenser poursuit son service auprès d'Édouard II. Pendant le couronnement d'Édouard II le 25 février 1308, Despenser porte une partie des insignes royaux. Quand éclate la colère des barons en 1308, Hugues est chargé par le roi de prendre le commandement de Devizes, Marlborough et de Chepstow. En mars 1308, il est confirmé en tant que gardien des forêts au sud de la Trent, fonction qui lui est assignée à vie à partir d'août 1309. Despenser est l'un des rares barons d'Angleterre qui ne s'opposent pas à Piers Gaveston, le favori du roi qui suscite le mécontentement des barons de l'opposition. En raison de ce soutien, les autres barons empêchent Despenser d'assister au Parlement de Northampton. Despenser parvient toutefois à retrouver sa place de magnat à la cour à l'automne 1308. En mai 1313, il accompagne le roi en France. Au cours des festivités données en l'honneur d'Édouard II, les deux fils de Despenser sont adoubés par Philippe IV le Bel. En décembre 1313, Despenser rencontre à nouveau le roi de France à Montreuil pour finaliser les accords concernant la Gascogne.
À la même époque, Despenser devient l'un des adversaires les plus virulents de Thomas Plantagenêt, 2e comte de Lancastre, qui a fait sommairement décapiter Gaveston en 1312 après que celui-ci soit revenu d'exil. Lancastre cristallise autour de lui l'opposition des barons. Après la déroute anglaise contre les Écossais à Bannockburn en juin 1314, Lancastre profite de l'affaiblissement du roi pour reprendre en main le conseil royal. Impuissant face à son rival, Despenser ne peut que se retirer sur ses terres. Au printemps 1316, Despenser retrouve une place d'importance à la cour, ainsi que son fils aîné Hugues, mais reste en conflit avec le comte de Lancastre, bien que le roi tente de les réconcilier. En 1317, les Despenser accompagnent le roi dans sa campagne contre l'Écosse. Hugues le Jeune devint chambellan du roi en 1318, ce qui lui assure une position de favori et lui permet de contrôler l'accès au roi. En 1320, Despenser l'Aîné est envoyé en Gascogne avec Bartholomew de Badlesmere pour y superviser l'administration anglaise. Quelques mois plus tard, Despenser se rend à Amiens où il assiste à l'hommage que prête Édouard II auprès du roi de France Philippe V le Long pour ses terres continentales.
Pour contrer l'influence des Despenser sur le roi, une rébellion des seigneurs des Marches galloises se déclenche en mai 1321. Les possessions des Despenser en Galles sont pillées par les rebelles. Ceux-ci contraignent ensuite le roi au cours d'une session du Parlement à exiler les Despenser le 14 août. Despenser l'Aîné se réfugie à Bordeaux, tandis que son fils commet des actes de piraterie dans la Manche. Dès le 1er décembre 1321, le roi les rappelle en Angleterre. Au début de l'année 1322, le roi commence une campagne militaire destinée à écraser les rebelles. Au début du mois de mars, les Despenser rejoignent le roi et son armée. Le comte de Lancastre est vaincu à Boroughbridge, capturé et impitoyablement exécuté pour haute trahison. Les possessions des rebelles sont confisquées et données aux Despenser par le roi : Hugues l'Aîné reçoit ainsi Denbigh et Brimpsfield. Le 10 mai 1322, le roi élève Despenser l'Aîné au rang de comte de Winchester. Son influence et celle de son fils sur le roi sont absolues, l'opposition ayant été décapitée.

### Chute du pouvoir et exécution

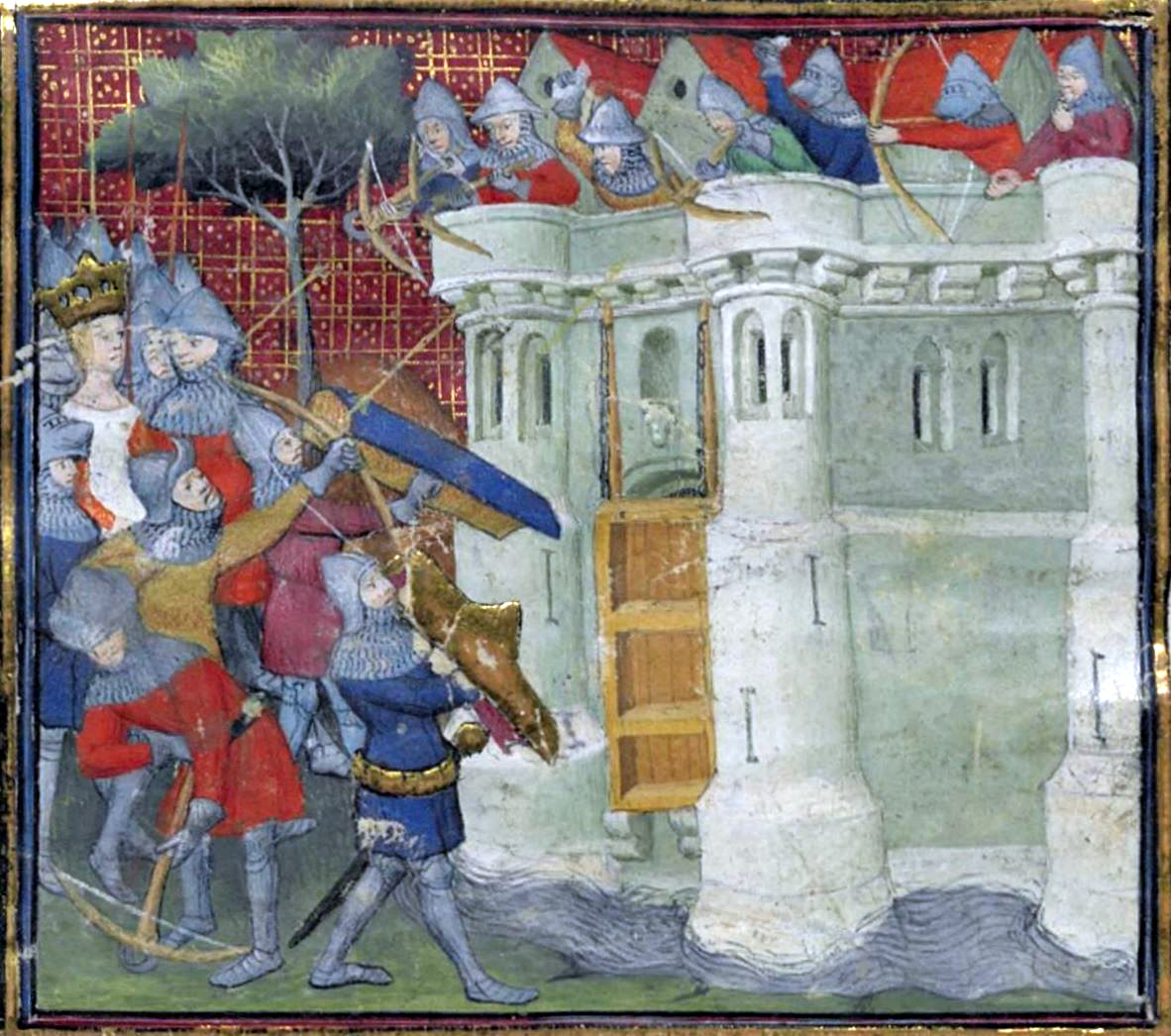
La reine Isabelle mène le siège de Bristol, tenue par le comte de Winchester, entre le 18 et le 26 octobre 1326.

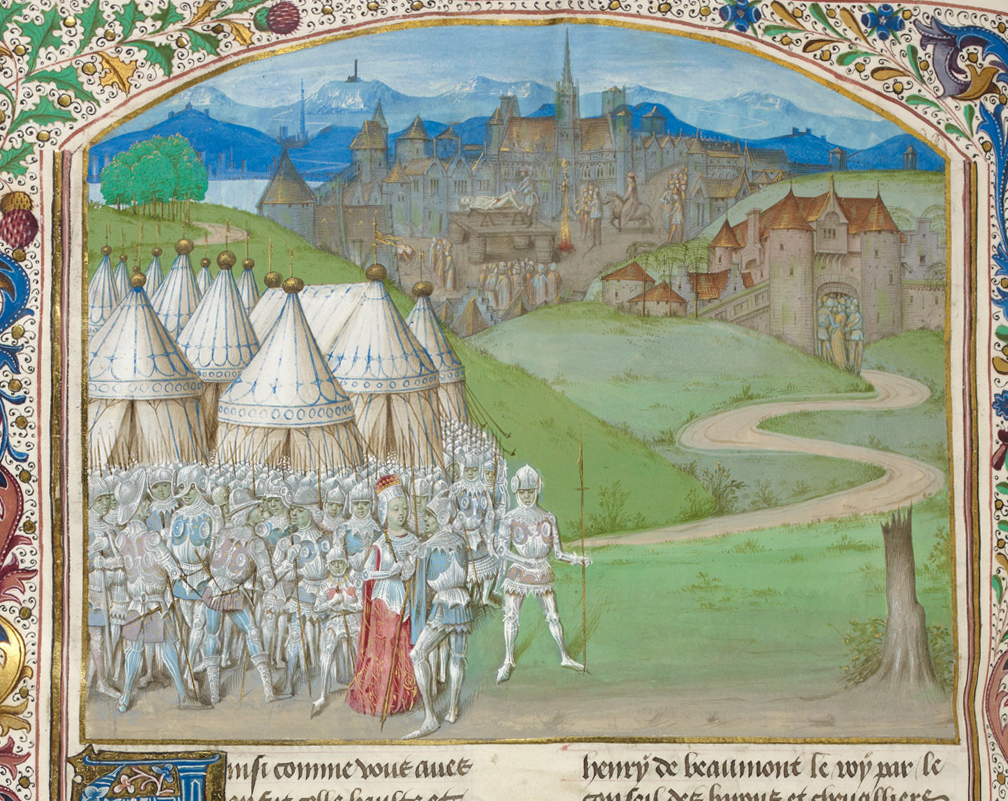
Isabelle de France et le comte de March avec leur armée, au second plan Hugues le Despenser supplicié.

Néanmoins, les Despenser s'attirent désormais l'inimitié de la reine Isabelle, qui saisit l'occasion de mener une ambassade en France pour se réfugier à la cour de son frère Charles IV le Bel en 1325. À Paris, Isabelle rencontre le baron exilé Roger Mortimer avec lequel elle entame une liaison amoureuse à partir de décembre 1325. Les deux amants sont rejoints par le prince héritier Édouard de Windsor (envoyé par son père pour prêter allégeance au roi de France pour la Gascogne) et de nombreux autres barons anglais qui ne supportent plus le joug des Despenser. La reine et son fils sont invités à rentrer en Angleterre mais Isabelle s'y refuse tant que les Despenser ne sont pas exilés. Après plusieurs mois de négociations lors desquels les Despenser affirment leur innocence à l'encontre de la reine, les deux favoris persuadent Édouard II de déclarer son épouse et son fils hors-la-loi en mars 1326. En septembre 1326, ayant obtenu l'appui du comte de Hainaut, dont la fille Philippa est fiancée au prince héritier, la reine Isabelle conduit une invasion de l'Angleterre, destinée à renverser les Despenser. Le roi et Hugues le Jeune quittent en précipitation Londres pour aller lever une armée en Galles, tandis que Despenser l'Aîné est chargé de défendre la ville de Bristol. Encerclé par les forces rebelles, il est contraint de capituler le 26 octobre.
Le comte de Winchester est dès le lendemain traduit devant un tribunal dans lequel siègent les comtes de Leicester, de Norfolk, de Kent ainsi que d'autres barons du royaume. Accusé d'avoir encouragé le gouvernement illégal de son fils, de s'être enrichi aux dépens des autres, d'avoir spolié l'Église et d'avoir pris part à l'exécution illégale du comte de Lancastre (frère de Leicester) en 1322, Despenser l'Aîné est condamné à mort. Son exécution est immédiatement conduite par Roger Mortimer : Despenser est pendu dans son armure puis décapité. Son cadavre est ensuite jeté aux chiens tandis que sa tête est envoyée à Winchester. Son fils Hugues le Jeune est capturé avec le roi quelques semaines plus tard et est lui aussi exécuté.

## Mariage et descendance
De son mariage avec Isabelle de Beauchamp en 1286, Hugues l'Aîné a eu six enfants :
- Aline le Despenser (vers 1287 – avant le 24 mai 1353), épouse Édouard Burnell, 1er baron Burnell ;
- Hugues le Despenser le Jeune (vers 1288 – 24 novembre 1326), épouse Éléonore de Clare ;
- Isabelle le Despenser (vers 1290 – 4 ou 5 décembre 1334), épouse d'abord Gilbert de Clare, seigneur de Thomond, puis John Hastings, 1er baron Hastings, et enfin Raoul de Monthermer, 1er baron Monthermer ;
- Philip le Despenser (vers 1292 – 24 septembre 1313), épouse Margaret Goushill ;
- Margaret le Despenser (vers 1296 – ?), épouse John St Amand, 1er baron St Amand ;
- Élisabeth le Despenser (vers 1300 – ?), épouse Ralph de Camoys, 1er baron Camoys.